# Drumul european E58
Drumul european E58 este o șosea/autostradă care pleacă de la Viena în Austria, parcurge Slovacia, Ucraina (de 2 ori), România, Republica Moldova și ajunge la Rostov pe Don, în Rusia.

## Traseu
Principalele orașe pe care le parcurge E58 sunt:
- Austria
  - Viena
- Slovacia
  - Bratislava
  - Zvolen
  - Košice
- Ucraina
  - Ujhorod
  - Muncaci
- România
  - Halmeu
  - Baia Mare
  - Dej
  - Bistrița
  - Vatra Dornei
  - Câmpulung Moldovenesc
  - Suceava
  - Botoșani
  - Flămânzi
  - Hârlău
  - Târgu Frumos
  - Iași
- Republica Moldova
  - Sculeni
  - Chișinău
- Ucraina
  - Odesa
  - Mîkolaiv
  - Herson
  - Nova Kahovka
  - Melitopol
- Rusia
  - Taganrog
  - Rostov pe Don